# Homosexualität in Brunei

Geografische Lage von Brunei

Homosexualität ist in Brunei illegal und wird mit Steinigung für Männer und mit bis zu 10 Jahren Haft oder 40 Peitschenhieben für Frauen bestraft. Generell gilt Homosexualität im Islam nach konservativer Interpretation als „illegitimer Geschlechtsverkehr“.

## Strafen auf homosexuelle Handlungen
Im Jahr 2014 erfolgte im Zuge der Angleichung des Rechts in Brunei an die Scharia die Einführung der Todesstrafe. Dabei wurde nach der Einführung der Scharia in Brunei zwischen Muslimen und Nicht-Muslimen unterschieden. Muslime mussten mit einer Steinigung (Todesstrafe) rechnen, Nicht-Muslimen drohte eine Strafe bis zu 10 Jahren Haft.
Zum 3. April 2019 wurde die Gesetzgebung weiter verschärft, sodass ab diesem Zeitpunkt generell die Todesstrafe für Sex zwischen Männern oder zwischen Frauen gilt. Auch sind Züchtigungen mit dem Stock oder Steinigungen dann möglich. Nach internationaler Kritik an dieser Entscheidung verteidigte Brunei in einem Brief an das Europäische Parlament seine Entscheidung und forderte „Respekt und Verständnis“ für die Strafrechtsverschärfungen.

## LGBT-Situation
Homosexualität wird in Brunei geheim ausgelebt. Die Universität von Brunei Darussalam konnte nur 29 Homosexuelle für eine Studie über Homosexualität in Brunei auffinden, darunter mehrere Ausländer.
Die Gesellschaft gilt als transphob. Namensänderungen sowie Crossdressing und Geschlechtsangleichungen sind gesetzlich verboten. Am 11. März 2015 wurde eine transgeschlechtliche Frau zu 1000 Brunei-Dollar nach der Scharia verurteilt, weil sie Frauenkleider angezogen hatte.

## Reaktionen
Minderheiten wie Christen, Buddhisten und Homosexuelle wurden aufgefordert, sich bedeckt zu halten, weil alle Handlungen, die den Islam „beschmutzen“ könnten, hart bestraft würden. George Clooney rief zum Boykott von Hotels der Dorchester Collection, die sich im Besitz des Staatsfonds des Sultanats befindet, auf. Viele Prominente schlossen sich dem Boykott an, darunter Ellen DeGeneres und Elton John.
Die UN kritisierten 2014 nach Einführung der Scharia die Praxis der Steinigungen scharf. Navi Pillay sah darin einen Verstoß gegen das Völkerrecht. Amnesty International verurteilte die neue Gesetzgebung ab 2019 und forderte Brunei auf, auf solche „unmenschlichen Strafen“ zu verzichten.
Das deutsche Auswärtige Amt empfahl in seinen Reisehinweisen allen Brunei-Besuchern, die neuen Vorschriften zur Kenntnis zu nehmen. Zudem wurde die Botschafterin von Brunei, Rakiah Hj Abd Lamit, einbestellt. Außerdem gibt es Forderungen, dem Sultan von Brunei, Hassanal Bolkiah, das 1998 verliehene Bundesverdienstkreuz abzuerkennen.